# Anita Bush
Pour les articles homonymes, voir Bush.
Anita Bush (1er septembre 1883 - 16 février 1974) est une actrice  et dramaturge afro-américaine. En 1915, elle fonde l'Anita Bush All-Colored Dramatic Stock Company, une compagnie pionnière de théâtre de répertoire noir qui lui vaut le surnom de « petite mère de l'art dramatique de couleur ».

## Biographie

Affiche du film The Crimson Skull avec Anita Bush et Lawrence Chenault.

Anita Bush naît le 1er septembre 1883 à Washington (district de Columbia). Elle est la fille de Chapman Bush et d'Annie Elizabeth Bush, née Brown. Lorsqu'elle a trois ans, la famille déménage à Brooklyn, New York, où son père, maître tailleur, devient « un costumier de théâtre dont les clients comprenaient de nombreux acteurs et artistes de New York ». Elle grandit en passant de nombreuses heures à travailler aux côtés de son père et à livrer des costumes aux théâtres. Elle est exposée à des spectacles légitimes dans des théâtres où les Noirs ne sont pas admis, et à de nombreux acteurs et actrices de théâtre blancs. Tout en travaillant avec son père, elle joue également joué aux côtés de sa sœur dans Antoine et Cléopâtre de William Shakespeare, ce qui l'incite à poursuivre une carrière dans le théâtre.
Alors qu'elle travaille avec son père au Bijou Theatre, elle voit la célèbre troupe de vaudeville de Bert Williams (en) et George Walker (en) (Williams and Walker Co. (en)), qui présente la comédie musicale In Dahomey (en). C'est à cette époque qu'elle demande à son père la permission d'auditionner pour le groupe, dans l'espoir de faire une carrière d'actrice. À l'âge de 17 ans, elle est engagée dans la compagnie, ce qui lui permet de faire des tournées dans le monde entier et lui ouvre la voie pour créer ses propres compagnies. Avec la Bijou Theater Company, elle « a voyagé en Angleterre avec la comédie musicale et a ensuite joué dans le chœur de quatre autres spectacles de Williams and Walker ».
Après avoir joué dans sa dernière pièce, Mr Lode of Koal, avec la troupe, elle forme son propre groupe de danse, Anita Bush and her 8 Shimmy Babies. Malheureusement, au début de sa carrière, elle doit arrêter de danser en raison d'une blessure au dos, ce qui l'incite alors à poursuivre une carrière à plein temps dans le théâtre.

## Carrière
Au début du XXe siècle, Anita Bush travaille beaucoup comme danseuse dans des comédies musicales et des vaudevilles avec des compagnies comme Williams and Walker Co. (en). Tout en travaillant avec Maria C. Downs, elle monte des numéros de vaudeville et des pièces de théâtre. Avec un contrat signé avec Elmore, Anita Bush s'adresse à Billie Burke, un metteur en scène/auteur de théâtre blanc basé à Harlem, pour monter sa pièce, The Girl at the Fort, une comédie légère à cinq personnages. Elle réunit ensuite la distribution qui comprend Carlotta Freeman (en), Dooley Wilson et Andrew S. Bishop (en). La pièce est présentée au Lincoln Theatre (Harlem) en novembre 1915. Pendant les six semaines suivantes, la compagnie de Bush présente une pièce différente toutes les deux semaines avec beaucoup de succès. 
Le succès de l'équipe de Maria C. Downs et d'Anita Bush leur permet de générer davantage de revenus et de popularité. C'est à ce moment-là que Maria C. Downs demande à Anita Bush  de changer le nom de sa compagnie, de Anita Bush Stock Company' aux Lincoln Players. La réponse d'Anita Bush à cette demande est la suivante : « ... [elle] a déplacé sa compagnie au Lafayette Theater pour ouvrir avec un sketch, Over the Footlights ».

### The Lafayette Players

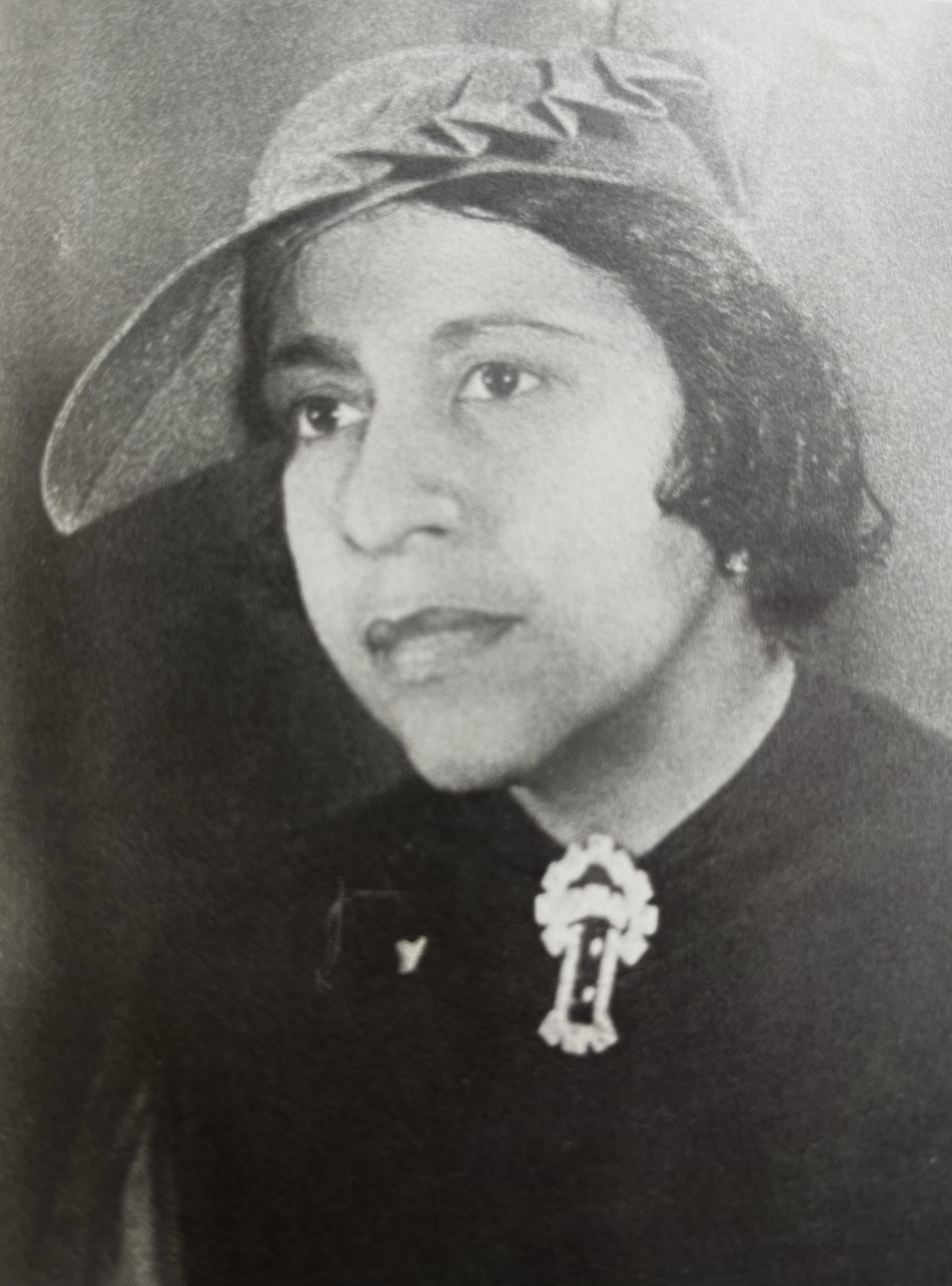
Anita Bush en 1937.

Anita Bush fonde l'Anita Bush Stock Company en 1915 après avoir présenté l'idée de lancer une compagnie de théâtre à Eugene "Frenchy" Elmore, le directeur adjoint du Lincoln Theatre, un théâtre de vaudeville bien établi dans le quartier de Harlem à New York. Bien que sa compagnie ne soit pas encore établie, elle convainc Elmore qu'elle peut monter une production en seulement deux semaines. En mars 1916, le Lafayette Theatre achete les droits de sa compagnie et change son nom en The Lafayette Players. Anita Bush organise ensuite quatre autres compagnies des Lafayette Players qui tournent dans tous les États-Unis. 
Au théâtre Lafayette, la compagnie de Bush monte une nouvelle pièce chaque semaine. Tout au long de la vie des Lafayette Players avec Anita Bush, elle arrive à un point où elle ne peut plus assumer le groupe et vend ses droits à son co-manager. Lester Walton. Même si elle ne gère plus les Players, on attribue à Anita Bush le mérite de leur fondation, d'avoir établi leur réputation d'excellence et d'avoir lancé les carrières de Charles Gilpin, Dooley Wilson, Evelyn Preer, etc. Elle reste fidèle à la compagnie jusqu'en 1920 date à laquelle elle part pour faire carrière dans le cinéma.

### Cinéma muet
Anita Bush est approchée en 1921 par Richard E. Norman, un cinéaste blanc dont les Norman Studios (en) (également connus sous le nom de Norman Film Manufacturing Company) ont été parmi les premières sociétés à produire des films raciaux- des films avec des scénarios positifs, adaptés à la famille, mettant en scène des personnages afro-américains dans des rôles positifs, non stéréotypés. Anita Bush apparaît dans The Bull-Dogger (en) (1921), avec le célèbre cow-boy noir de rodéo Bill Pickett (en) et elle joue dans The Crimson Skull (en) (1922) avec l'artiste de vaudeville Lawrence Chenault, également avec Pickett.

## Décès
Anita Bush meurt à l'âge de 90 ans dans sa maison du Bronx, à New York, le 16 février 1974.

## Rôles

### Théâtre
- 1903 : In Dahomey (en)
- 1903 : Antoine et Cléopâtre
- 1915 : Across the Footlights
- 1915-1916 : Within the Law
- 1916 : The Octoroon (en)
- 1916-1917 : Madame X (en)
- 1917-1918 : Very Good Eddie (en)
- 1917-1918 : Goethe’s Faust

### Cinéma
- 1922 : The Bull-Dogger (en)
- 1922 : The Crimson Skull (en)